# Cantó d'An Oriant-Sud
El cantó d'An Oriant-Sud (bretó Kanton An Oriant-Su) és una divisió administrativa francesa situat al departament d'Ar Mor-Bihan a la regió de Bretanya.

## Composició
El cantó aplega el sector meridional de la comuna d'An Oriant (An Oriant).

## Història
| Data d'elecció                           | Identitat      | Partit | Qualitat |
| ---------------------------------------- | -------------- | ------ | -------- |
| 2004-                                    | Yves Lenormand | PS     |          |
| les dades anteriors no són pas conegudes |                |        |          |
|                                          |                |        |          |